# Opgeborgen
Opgeborgen is een hoorspel van Theodor Weißenborn. Der Abgeschiedene oder die Ehrung eines Sohnes der Stadt werd vertaald door Mariele Geraerds-Meyer en de TROS zond het uit op woensdag 28 februari 1979, van 23:00 uur tot 23:27 uur. De regisseur was Harry Bronk.

## Rolbezetting
- Kees Brusse (oude man)

## Inhoud
De auteur tracht een beeld te geven van een bejaarde man die ooit een roemvolle loopbaan als operazanger had en nu een eenzaam bestaan leidt. Hij wordt door zijn medemensen vrijwel aan zijn lot overgelaten. Toen de man ouder werd, nam men hem op in een tehuis voor ouden van dagen, waar hij het niet erg naar zijn zin had. Door tussenkomst van invloedrijke personen zou hij een eigen woonruimte krijgen. Of de man daar veel mee opschoot, is nog maar de vraag: zijn huis is niet meer dan een oude opslagruimte onder de grond in het centrum van de stad, daglicht komt er niet binnen, contact met de buitenwereld heeft de man alleen door middel van een putdeksel dat begin te klepperen als er een auto overheen rijdt…